# Podglądanie wszechświata
Podglądanie wszechświata – książka popularnonaukowa autorstwa ks. Michała Hellera, polskiego fizyka i filozofa, wydana po raz pierwszy w roku 2008 przez Znak.
Dzieło opowiada krótką historię wybranych wątków w nowożytnej fizyce, astronomii i filozofii nauki. Otwierającym tematem są odkrycia Newtona oraz jego spory filozoficzne z Leibnizem, które wokół nich narosły. Dalej poruszono genezę rewolucyjnej mechaniki kwantowej w latach 20. XX wieku oraz pozytywizmu logicznego, który rozwijał się w podobnym czasie. Na koniec autor relacjonuje osiągnięcia w kosmologii ostatnich dekad XX wieku, np. potwierdzenie Wielkiego Wybuchu przez misje kosmiczne. Odkryciom fizycznym i astronomicznym poświęca refleksję filozoficzną.
Książka została wyróżniona we wrześniu 2008 roku jako Krakowska Książka Miesiąca przez Śródmiejski Ośrodek Kultury w Krakowie.
Wznowiona w 2011 roku, ze zmienioną okładką i z płytą zawierającą wykłady pt. Drogami myślących, wcześniej wydawane samodzielnie. Późniejszym dystrybutorem tego wydania zostało Copernicus Center Press przy Centrum Kopernika Badań Interdyscyplinarnych w Krakowie

## Spis treści
- Przedmowa
- Prolog
- Ku współczesnej fizyce
- Rewolucyjna fizyka XX wieku
- Kosmologia XX wieku – dziecko rewolucji w fizyce
- Refleksje
- Słownik
- Indeks nazwisk